# Ліцензія на програмне забезпечення
|                        | Суспільне надбання | Дозвільна ліцензія | Копілефт (захисна ліцензія) | Некомерційна ліцензія | Власницька ліцензія                     | Комерційна таємниця |
| ---------------------- | ------------------ | ------------------ | --------------------------- | --------------------- | --------------------------------------- | ------------------- |
| Опис                   |                    |                    |                             |                       |                                         |                     |
| Програмне забезпечення | PD, CC0            |                    |                             |                       |                                         |                     |
| Інші твори             | PD, CC0            | CC-BY              | CC-BY-SA                    | CC-BY-NC              | Авторські права, без публічної ліцензії | не публікується     |

Ліцензія на програмне забезпечення, також Ліце́нзія на використа́ння програ́много забезпе́чення — угода, яка надає право використовувати програмне забезпечення.
Ліцензія на програмне забезпечення є юридичним документом, укладеним у рамках цивільного договірного права, як у друкованому, так і у електронному вигляді, що регулює використання або поширення програмного забезпечення. Відповідно до законодавства про авторське право, все розроблене програмне забезпечення є захищеним авторським правом, стосовно як вихідного коду, так і об'єктного коду. Автор захищеного авторським правом програмного забезпечення може пожертвувати своє програмне забезпечення для публічного використання, в цьому випадку на цей продукт не поширюється авторське право і, як наслідок, він не може бути ліцензований.
Типова ліцензія на програмне забезпечення надає ліцензіату, як правило, кінцевому користувачу, дозвіл на використання одного або декількох копій програмного забезпечення таким чином, щоб таке використання не порушувало виняткові майнові та авторські права власника програмного забезпечення.
Така ліцензія визначає умови використання комп'ютерного програмного забезпечення (ПЗ). Ліцензія може надавати дозвіл робити з ним речі, які були б інакше заборонені законом про авторське право. Наприклад, ліцензія на використання програмного забезпечення може дати дозвіл робити копії програмного забезпечення. Власник авторського права може запропонувати ліцензію на використання ПЗ односторонньо, або як частину ліцензійної угоди на використання ПЗ з іншою стороною.

## Походження
До кінця 60-х років ХХ ст., комп'ютери (великі електронно-обчислювальні машини) у США та Західній Європі зазвичай орендувались, а не продавались. Сервіс та все доступне програмне забезпечення постачалися, як правило, виробниками без окремої оплати (до 1969 року). Постачальники комп'ютерів зазвичай надавали клієнтам вихідний код встановленого програмного забезпечення. Клієнти, які розробляли власне програмне забезпечення, часто надавали його безкоштовно для інших.
У 1969 р. IBM, проти якої було порушено антимонопольні судові процеси, призвела до зміни в галузі, почавши окремо стягувати плату за програмне забезпечення мейнфреймів та за самі мейнфрейми, роз'єднавши апаратне та програмне забезпечення.
«Відкритий лист для любителів» Білла Гейтса в 1976 році був відповіддю на поширення порушень авторських прав на програмне забезпечення, зокрема інтерпретатора Microsoft Altair BASIC, цим він нагадав своїй аудиторії, що використання програмного забезпечення без дозволу власника, є крадіжкою, і гальмує можливість для програмістів розробляти якісне програмне забезпечення.
За словами Брюстера Кале, юридична характеристика програмного забезпечення також змінилася завдяки Закону про авторські права США 1976 року.
Починаючи з лютого 1983 р., IBM прийняла модель "тільки об'єкт-код " для свого програмного забезпечення та припинила надання значної частини вихідного коду навіть ліцензованим користувачам. З цього року програмне забезпечення, подане у машинних кодах, стало об'єктом, на який поширювалось законодавство про авторське право в Сполучених Штатах (відповідно до рішення по процесу Apple проти Франкліна), перед цим це поширювалось тільки на вихідний код програми. Крім того, доступність мільйонів комп'ютерів на основі тієї ж самої мікропроцесорної архітектури створила вперше нефрагментований і достатньо великий ринок програмного забезпечення, яке поширювалось у бінарному форматі.

## Види ліцензій на ПЗ
Приведений нижче перелік репрезентує основні типи ліцензій на програмне забезпечення, що використовуються у світі за класифікацією, наведеною на Інтернет-ресурсах неурядової некомерційної організації Open Software Foundation (Фундація Відкритого програмного забезпечення) з посиланням на Microsoft:
- Commercial (Комерційна) — Закрите, Власницьке або Пропрієтарне ПЗ
- Trial Software — ПЗ, яке працює лише певний проміжок часу
- Non-Commercial Use — Для некомерційного використання
- Shareware — ПЗ, придбання якого не є обов'язковим
- Royalty-free binaries, «Freeware» Безкоштовне, без доступу до коду
- Royalty-free libraries — Безкоштовні програмні бібліотеки, без доступу до коду
- Open Source, BSD-Style — Відкрите, за ліцензією, запропонованою розробниками BSD
- Open Source, Apache Style — Відкрите, за ліцензією, запропонованою розробниками Apache
- Open Source, Linux/GNU style — Відкрите, за ліцензією, Linux та GNU

| Збережені права          | Суспільне надбання | Дозвільна ліцензія (напр. ліцензія BSD) | Ліцензії FOSS копілефт (напр. GPL) | Freeware/Shareware/ Freemium         | Власницька ліцензія                                                       | Комерційна таємниця                                                                      |
| ------------------------ | ------------------ | --------------------------------------- | ---------------------------------- | ------------------------------------ | ------------------------------------------------------------------------- | ---------------------------------------------------------------------------------------- |
| Авторське право          | Ні                 | Так                                     | Так                                | Так                                  | Так                                                                       | Very strict                                                                              |
| Право на виконання       | Так                | Так                                     | Так                                | Так                                  | Так                                                                       | Ні                                                                                       |
| Право на показ           | Так                | Так                                     | Так                                | Так                                  | Так                                                                       | Ні                                                                                       |
| Право на копіювання      | Так                | Так                                     | Так                                | можливо                              | Ні                                                                        | Позови подаються власником проти порушення авторських прав                               |
| Право на модифікацію     | Так                | Так                                     | Так                                | Ні                                   | Ні                                                                        | Ні                                                                                       |
| Право на поширення       | Так                | Так, під тією ж ліцензією               | Так, під тією ж ліцензією          | можливо                              | Ні                                                                        | Ні                                                                                       |
| Право на субліцензування | Так                | Так                                     | Ні                                 | Ні                                   | Ні                                                                        | Ні                                                                                       |
| Приклад                  | SQLite, ImageJ     | Apache web server, ToyBox               | Linux kernel, GIMP, OBS            | Irfanview, Winamp, League of Legends | Windows, більшість комерційних відеоігор і їх DRM, Spotify, xSplit, TIDAL | Серверні хмарні застосунки та сервіси, банківське та програмне забезпечення для бізнесу. |

## Правові основи
Додаткова інформація: Авторське право, Патент на програмне забезпечення, Ліцензійна угода з кінцевим користувачем
Більшість програмного забезпечення охороняється законодавством про авторське право, яке поряд із договірним законодавством, патентами та комерційною таємницею забезпечує правову основу для власника встановлювати виключні права щодо використання та поширення комп'ютерних програм.
Постачальник програмного забезпечення визначає конкретні умови використання ліцензійної угоди з кінцевим користувачем (EULA). Користувач може погодитись на цей договір у письмовій формі, інтерактивно (на екрані, натискуючи зображення кнопки чи позначки) або навіть відкривши вікно, що містить програмне забезпечення. Ліцензійні угоди зазвичай не є контрактними. Патенти на програмне забезпечення надають ексклюзивні права на алгоритми, функції програмного забезпечення або іншу патентовану тематику, залежно від юрисдикції. Постачальники іноді надають патентні права користувачеві в ліцензійній угоді. Вихідний код для частини програмного забезпечення зазвичай охороняється як комерційна таємниця. Інколи програмне забезпечення стає доступним із меншими обмеженнями щодо ліцензування та доступу до вихідного коду; таке програмне забезпечення відоме як « вільне» або "відкрите джерело ".

### Обмеження
Оскільки ліцензійні угоди не скасовують чинне законодавство про авторське право чи договірне право, положення, що суперечать чинному законодавству, не підлягають виконанню. Деякі програми спеціально ліцензуються та не продаються, щоб уникнути обмежень авторських прав, таких як «доктрина першого продажу».

## Ексклюзивні права
Власник власного програмного забезпечення здійснює певні ексклюзивні права над програмним забезпеченням. Власник може обмежити використання, перевірку вихідного коду, зміни вихідного коду та надання програмного засобу третім особам.

### Використання програмного забезпечення
Додаткова інформація: Захист програмного забезпечення
Зазвичай продавці обмежують кількість комп'ютерів, на яких можна використовувати програмне забезпечення, і забороняють користувачу встановлювати програмне забезпечення на додаткових комп'ютерах. Обмеження доступу третіх осіб передбачає певні технічні заходи, наприклад, активацію продукту, введення ключа продукту або серійного номера, використання апаратного ключа або захисту від копіювання .
Постачальники також можуть поширювати версії, у яких вилучено певні функції, або версії, які дозволяють використовувати лише у певних сферах діяльності, таких як навчальне чи некомерційне використання.

### Перевірка та модифікація вихідного коду
Див. також: Відкритий код
Зазвичай продавці розповсюджують програмне забезпечення в упакованому вигляді, як машинні коди, зрозумілі центральному процесору комп'ютера. Зазвичай вони не поширюють серед загалу вихідний код або доступну для розуміння людиною версію програмного забезпечення, часто написану мовою програмування вищого рівня, таку схему часто називають закритим джерелом.
Хоча більшість власницьких програмних засобів поширюється без вихідного коду, деякі постачальники надають вихідний код або іншим чином роблять його доступним для клієнтів. Наприклад, користувачі, які придбали ліцензію на програмне забезпечення для інтернет-форуму vBulletin, можуть змінювати джерело для власного сайту, але не можуть його поширювати. Це справедливо для багатьох вебзастосунків, які повинні бути у формі вихідного коду при запуску вебсервера. Вихідний код охоплюється угодою про нерозголошення або ліцензією, яка дозволяє, наприклад, вивчати та змінювати, але не передавати їх третім особам. Текстовий клієнт електронної пошти Pine та певні реалізації Secure Shell поширюються за допомогою власних ліцензій, які роблять доступним вихідний код. Деякі ліцензії на власні програмні засоби дозволяють поширювати зміни у вихідному коді, але лише користувачам, які мають ліцензію на продукт, а деякі цих модифікацій згодом вибирає постачальник.
Деякі уряди побоюються, що власницьке програмне забезпечення може включати дефекти чи шкідливі функції, які можуть загрожувати конфіденційній інформації. У 2003 році Microsoft створила урядову програму безпеки (GSP), щоб дозволити урядам переглядати вихідний код та документацію щодо безпеки Microsoft, учасником якої був уряд Китаю. Програма є частиною більш широкої ініціативи спільного використання Microsoft, яка забезпечує доступ до вихідних кодів для деяких продуктів. Ліцензія на довідкове джерело (Ms-RSL) та обмежена публічна ліцензія (Ms-LPL) — це власні ліцензії на програмне забезпечення, де доступний вихідний код .
Уряди також звинувачували в тому, що вони самі додавали таке програмне забезпечення до програмного забезпечення. Згідно з документами, оприлюдненими Едвардом Сноуденом, NSA використовувала приховані партнерські стосунки з програмними компаніями, щоб зробити комерційне програмне забезпечення для шифрування зручним для шпигування.
Постачальники програмного забезпечення іноді використовують прихований код, щоб перешкодити користувачам, які переробляють інженерне програмне забезпечення. Це особливо часто зустрічається з певними мовами програмування — наприклад, байт-код для програм, написаних на Java, можна легко декомпілювати, а вихідний код для програм, написаних мовами сценаріїв, такими як PHP або JavaScript, доступний під час виконання.

### Поширення програмного забезпечення
Додаткова інформація: Умовно-безплатне програмне забезпечення, Вільно поширюване програмне забезпечення
Власники програмного забезпечення можуть заборонити користувачам ділитися програмним забезпеченням з іншими. Стосовно програмного забезпечення з наданим вихідним кодом, то постачальник також може заборонити клієнтам поширювати свої модифікації на вихідний код.
Shareware — це програмне забезпечення із закритим кодом, власник якого поширює його безкоштовно, але користувач повинен платити за його використання після певного пробного періоду. Плата зазвичай дозволяє користуватися одним користувачем або комп'ютером. У деяких випадках функції програмного забезпечення обмежені під час або після випробувального періоду.